# O Ditador
O Ditador (no original em inglês, The Dictator) é um filme de comédia, lançado em 16 de maio de 2012, produzido nos Estados Unidos.
Foi filmando em diferentes locais como Nova Iorque, Sevilha, Fuerteventura e Marrocos. Dirigido por Larry Charles, "The Dictator" é escrito e protagonizado pelo comediante britânico Sacha Baron Cohen, além de Anna Faris, John C. Reilly, Ben Kingsley e Megan Fox.

## Enredo
O General-Almirante Shabazz Aladeen (Sacha Baron Cohen) é um dos mais excêntricos e egocêntricos ditadores que o mundo já alguma vez conheceu. É de Wadhiya, um fictício país localizado no norte de África. Aladeen colocou em risco a própria vida para que a democracia jamais chegasse ao país que governa a seu bel-prazer. Ele e um pastor de cabras que é seu sósia, e um tio que quer tomar o seu lugar decidem viajar até aos Estados Unidos, para discursar perante a Assembleia Geral das Nações Unidas.
Popular pela sua indestrutível barba, por dormir com centenas de celebridades ávidas pelo seu dinheiro e por organizar e determinar os seus próprios Jogos Olímpicos, Aladeen atrai a atenção internacional quando surgem novidades acerca do seu programa secreto nuclear. Depois de uma tentativa de assassinato a que escapa, Aladeen encontra-se sozinho e sem dinheiro nas ruas de Nova Iorque.
Porém, a sua força de vontade para recuperar o poder e afastar a democracia do seu país oprimido, não o deixam desanimar. Conhece uma ativista pelos direitos humanos e a sua vida muda... ou não.

## Elenco
- Sacha Baron Cohen como Almirante General Aladeen
- Ben Kingsley como Tamir[7][8]
- Jason Mantzoukas como Nadal[7]
- Anna Faris como Zoey[7]
- J. B. Smoove como Usher[7]
- Megan Fox como Ela Mesma[7]
- John C. Reilly como Clayton[7]
- B. J. Novak[9]
- Olivia Dudley como Enfermeira Svetlana[10]

## Produção
A distribuidora Paramount Pictures descreveu o filme como "a história heroica de um ditador norte-africano, que arriscou a vida para garantir que a democracia nunca chegasse ao seu país". Paramount disse que o filme foi inspirado no romance Zabibah and the King pelo ditador iraquiano Saddam Hussein, Kristen Wiig e Gillian Jacobs foram hipóteses para o papel que Anna Faris desempenharia (Zoey).
Inicialmente, Marrocos tinha sido considerado como local de filmagem. As filmagens foram feitas na Praça de Espanha em Sevilha, e na ilha de Fuerteventura, Espanha, e em Nova Iorque, de junho a agosto de 2011.